# Клют, Джон
Джон Фре́дерик Клют (англ. John Frederick Clute; род. 1940, Канада) — английский литературный критик, специализирующийся на фантастике.
Один из основателей журнала Interzone, соавтор ряда посвящённых фантастике энциклопедий, самой известной из которых является The Encyclopedia of Science Fiction, множества эссе и небольшого количества прозы, участник цикла документального кино «100 лет ужаса» (1996).

## Признание
- 1980 — за книгу «Энциклопедия научной фантастики» в соавторстве с Питером Николлсом[англ.], Брайаном Стэблфордом и Малкольмом Эдвардсом — премия журнала «Локус» и премия «Хьюго»
- 1994 — за книгу «Энциклопедия научной фантастики» в соавторстве с Питером Николлсом — премия журнала «Локус», Британская премия по научной фантастике, премия телепередачи «Вечные раздоры», премия «Хьюго», премия «Пилигрим»
- 1996 — за книгу «Научная фантастика: Иллюстрированная энциклопедия» — премия «Хьюго», премия журнала «Локус»
- 1997 — премия журнала «Локус» за книгу «Взгляд на очевидное» (Look at the Evidence)
- 1998 — за книгу «Энциклопедия фэнтези» — в соавторстве с Джоном Грантом — премия журнала «Локус», премия «Хьюго», Всемирная премия фэнтези, Мифопоэтическая премия
- 2011 — Премия Небьюла «Солнцестояние»
- 2012 — Хьюго за онлайн версию Энциклопедии научной фантастики